# Reggatta de Blanc
Albums de The Police
Outlandos d'Amour
(1978) Zenyattà Mondatta
(1980)
Singles
1. Message in a Bottle
Sortie : 21 septembre 1979
2. Walking on the Moon
Sortie : 4 novembre 1979
3. Bring on the Night
Sortie : 22 novembre 1979
4. The Bed's Too Big Without You
Sortie : 8 juin 1980

Reggatta de Blanc est le deuxième album studio du groupe de rock britannique The Police, sorti le 2 octobre 1979 chez A&M Records. Produit avec Nigel Gray (en), il a été enregistré au Surrey Sound Studio à Leatherhead, en Angleterre, entre février et août 1979. Associant les genres rock, reggae et new wave, le disque est souvent considéré comme le meilleur du groupe. Il contient en son sein deux des plus célèbres chansons de The Police : Message in a Bottle et Walking on the Moon. Numéro un à sa sortie au Royaume-Uni, Reggatta de Blanc a reçu d'assez bonnes critiques de la presse. The Police se lance ensuite, en 1980, dans une tournée qui traverse dix-neuf pays. Le titre qui donne son nom à l'album a permis au groupe d'obtenir son premier Grammy Award le 25 février 1981.

## Contenu de l'album
D'une durée de près de quarante-deux minutes, Reggatta de Blanc (« reggae de blanc ») est un album offrant onze titres qui fusionne plusieurs genres musicaux comme le rock, le reggae et la new wave. Les influences punk encore présentes sur Outlandos d'Amour tendent ici à s'estomper.
Le puissant Message in a Bottle est la chanson la plus connue du disque et l'une des plus célèbres du groupe, avec Roxanne et Every Breath You Take . La chanson parle d'un homme sur une île déserte qui envoie une bouteille à la mer. Aucune réponse pendant un an, jusqu’au jour où des milliards de bouteilles s’échouent sur le rivage. Encore aujourd'hui, on reconnaît ce morceau dès les premières secondes grâce à un son de batterie mis au premier plan mais aussi au riff de guitare accrocheur et répété.
Pour le reste, les emprunts au reggae font toute la force de cet opus. On peut l'entendre sur l'instrumental Reggatta de Blanc, The Bed's Too Big Without You (un reggae mutant) et Walking on the Moon, dont le clip a été tourné au centre spatial Kennedy, aux États-Unis. 
Les onze chansons de l'album ne sont pas toutes sorties de l'imagination de Sting. C'est même le disque de The Police où l'on trouve le plus de titres écrits ou co-écrits par les autres membres de la formation. Ainsi, trois morceaux sont composés seuls par Stewart Copeland :  On Any Other Day, Contact et Does Everyone Stare. Ce dernier et Sting co-signent le très rock It's Alright for You. Enfin, Andy Summers participe avec ses collègues à la réalisation de Reggatta de Blanc et Deathwish.

## Réception et récompenses
À sa sortie, Reggatta de Blanc reçoit d'assez bonnes critiques de la presse spécialisée. L'album entre directement à la première place des charts britanniques et atteint la vingt-cinquième place du Billboard 200
Les 45-tours Message in a Bottle et Walking on the Moon accèdent également à la première place en Angleterre. Bring On The Night, au songwriting élégant, ne sort en single qu'aux États-Unis, en Allemagne et en France où il accède à la sixième place.
Avec cet album, Sting est élu meilleur chanteur de l'année 1979 par le New Musical Express. Le titre Reggatta de Blanc reçoit un Grammy Award dans la catégorie « meilleure performance instrumentale rock » lors de la vingt-troisième édition des Grammy Awards en 1980.
Selon le site InfoDisc, Reggatta de Blanc s'est vendu, en France, à 876 700 exemplaires, fin 2015.

## Postérité du disque
En 2012, l'album est classé 372e sur la liste des 500 meilleurs albums de tous les temps du magazine Rolling Stone. En 2014, Le nouveau dictionnaire du rock sous la direction de Michka Assayas parle de « monument » concernant Reggatta de Blanc. L'album est aussi présent dans l'ouvrage Les 1001 albums qu'il faut avoir écoutés dans sa vie publié en 2006.

## Musiciens
- Sting – basse, chant
- Andy Summers – guitare, claviers, chœurs
- Stewart Copeland – batterie, intro piano sur (10), chœurs

## Liste des titres
Face 1
| No | Titre                | Auteur                                | Durée |
| -- | -------------------- | ------------------------------------- | ----- |
| 1. | Message in a Bottle  | Sting                                 | 4:51  |
| 2. | Regatta de Blanc     | Stewart Copeland, Andy Summers, Sting | 3:06  |
| 3. | It's Alright for You | Copeland, Sting                       | 3:13  |
| 4. | Bring On The Night   | Sting                                 | 4:16  |
| 5. | Deathwish            | Copeland, Summers, Sting              | 4:13  |

Face 2
| No  | Titre                         | Auteur   | Durée |
| --- | ----------------------------- | -------- | ----- |
| 6.  | Walking on the Moon           | Sting    | 5:02  |
| 7.  | On Any Other Day              | Copeland | 2:57  |
| 8.  | The Bed's Too Big Without You | Sting    | 4:26  |
| 9.  | Contact                       | Copeland | 2:38  |
| 10. | Does Everyone Stare           | Copeland | 3:52  |
| 11. | No Time This Time             | Sting    | 3:17  |

## Classements et distinctions dans la presse

### Album
- 24e sur 40 par le New Musical Express, hebdomadaire rock anglais, dans la liste des meilleurs albums de 1979 (choix de la rédaction)
- 10e dans la liste des 10 meilleurs albums de 1979 choisis par les lecteurs de Sounds, mensuel rock allemand (vote des lecteurs)
- 8e dans la liste des 20 meilleurs albums de 1979 choisis par les lecteurs de Musikexpress, mensuel rock allemand (vote des lecteurs)
- 38e dans la liste des 100 albums du hors série 68-88 L'album de nos 20 ans du journal Libération paru en mai 1988.
- 70e dans la liste des 100 meilleurs albums choisis en juin 1988 par les lecteurs de Ciao 2001, hebdomadaire rock italien (vote des lecteurs)
- 90e dans la liste des 100 meilleurs albums britanniques de tous les temps dressée en juin 2004 à la suite d'un sondage par l'Observer Music Monthly (mensuel anglais) auprès de 100 personnes de l'industrie musicale britannique (critiques, artistes, musiciens, producteurs...)
- Figure dans la liste 1001 Albums you must hear before you die ouvrage publiée en 2005 par Cassell Illustrated (choix d'un groupe de 90 critiques britanniques et américains)
- Figure dans la liste des 120 meilleurs albums rock de tous les temps de l'ouvrage L'odyssée du rock publié en 2005 par Florent Mazzoleni (choix de la rédaction)

### Singles
- Message in a bottle 6° sur 40 par le New Musical Express dans la liste des meilleurs singles de 1979 (choix de la rédaction)
- Message in a bottle 3° sur 10 par le Sounds dans la liste des meilleurs singles de 1979 (vote des lecteurs)
- Message in a bottle 2° sur 10 par le Musik Express dans la liste des meilleurs singles de 1979 (vote des lecteurs)

## Classements et certifications

### Album
Classements hebdomadaires
| Chart                | Durée du classement | Position | Date             |
| -------------------- | ------------------- | -------- | ---------------- |
| (Media Control AG)   | 80 semaines         | 16e      | 31 mars 1980     |
| (RPM Top Album)      | 27 semaines         | 3e       | 9 février 1980   |
| (Billboard 200)      | 100 semaines        | 25e      | 22 décembre 1979 |
| (Album Top 100)      | 98 semaines         | 1er      | 11 décembre 1979 |
| (VG-lista)           | 2 semaines          | 32e      | 18 novembre 1979 |
| (RMNZ albums Top40)  | 27 semaines         | 4e       | 16 mars 1980     |
| (Mega Album Top 100) | 36 semaines         | 1er      | 27 octobre 1979  |
| (UK Album Charts)    | 74 semaines         | 1er      | 13 octobre 1979  |
| (Sverigetopplistan)  | 5 semaines          | 21e      | 2 novembre 1979  |

Certifications
| Pays             | Ventes      | Certification | Date            |
| ---------------- | ----------- | ------------- | --------------- |
| Allemagne        | 250 000 +   | Or            | 1980            |
| Canada           | 100 000 +   | Platine       | 1er mars 1980   |
| États-Unis       | 1 000 000 + | Platine       | 18 janvier 2002 |
| France           | 400 000 +   | Platine       | 1980            |
| Italie           | 25 000 +    | Or            | décembre 2021   |
| Nouvelle-Zélande | 15 000 +    | Platine       | 1981            |
| Pays-Bas         | 100 000 +   | Platine       | 1979            |
| Royaume-Uni      | 300 000 +   | Platine       | 25 octobre 1979 |

### Singles
Message in a Bottle
| Chart              | Durée du classement | Position | Date              | Certifications                   |
| ------------------ | ------------------- | -------- | ----------------- | -------------------------------- |
| UK Singles Chart   | 11 semaines         | 1er      | 29 septembre 1979 | Platine · Or · Platine · Platine |
| Single Top 100     | 23 semaines         | 35e      | 10 décembre 1979  | Platine · Or · Platine · Platine |
| Ö3 Austria Top 40  | 2 semaines          | 24e      | 15 décembre 1979  | Platine · Or · Platine · Platine |
| (V) Ultratop       | 9 semaines          | 5e       | 24 novembre 1979  | Platine · Or · Platine · Platine |
| RPM Top Singles    | 21 semaines         | 2e       | 2 février 1980    | Platine · Or · Platine · Platine |
| Top Singles        | 25 semaines         | 1er      | 17 février 1980   | Platine · Or · Platine · Platine |
| Hot 100            | 7 semaines          | 74e      | 22 décembre 1979  | Platine · Or · Platine · Platine |
| RMNZ Singles Top40 | 14 semaines         | 11e      | 20 janvier 1980   | Platine · Or · Platine · Platine |
| Mega Top 50        | 10 semaines         | 4e       | 10 novembre 1979  | Platine · Or · Platine · Platine |
| Sverigetopplistan  | 1 semaine           | 20e      | 30 novembre 1979  | Platine · Or · Platine · Platine |

Walking on the Moon
| Chart              | Durée du classement | Position | Date            | Certification |
| ------------------ | ------------------- | -------- | --------------- | ------------- |
| UK Singles Chart   | 10 semaines         | 1er      | 8 décembre 1979 | Or            |
| RPM Top Singles    | 10 semaines         | 65e      | 12 avril 1980   | Or            |
| (V) Ultratop       | 6 semaines          | 16e      | 19 janvier 1980 | Or            |
| (Top Singles)      | 23 semaines         | 1er      | 18 mai 1980     | Or            |
| RMNZ Singles Top40 | 13 semaines         | 12e      | 6 avril 1980    | Or            |
| Mega Top 50        | 10 semaines         | 8e       | 12 janvier 1980 | Or            |